# Гау-Бішофсгайм
Ґау-Бішофсгайм (нім. Gau-Bischofsheim) — громада в Німеччині, розташована в землі Рейнланд-Пфальц. Входить до складу району Майнц-Бінген. Складова частина об'єднання громад Боденгайм.
Площа — 2,84 км2. Населення становить 2223 ос. (станом на 31 грудня 2020).

## Галерея

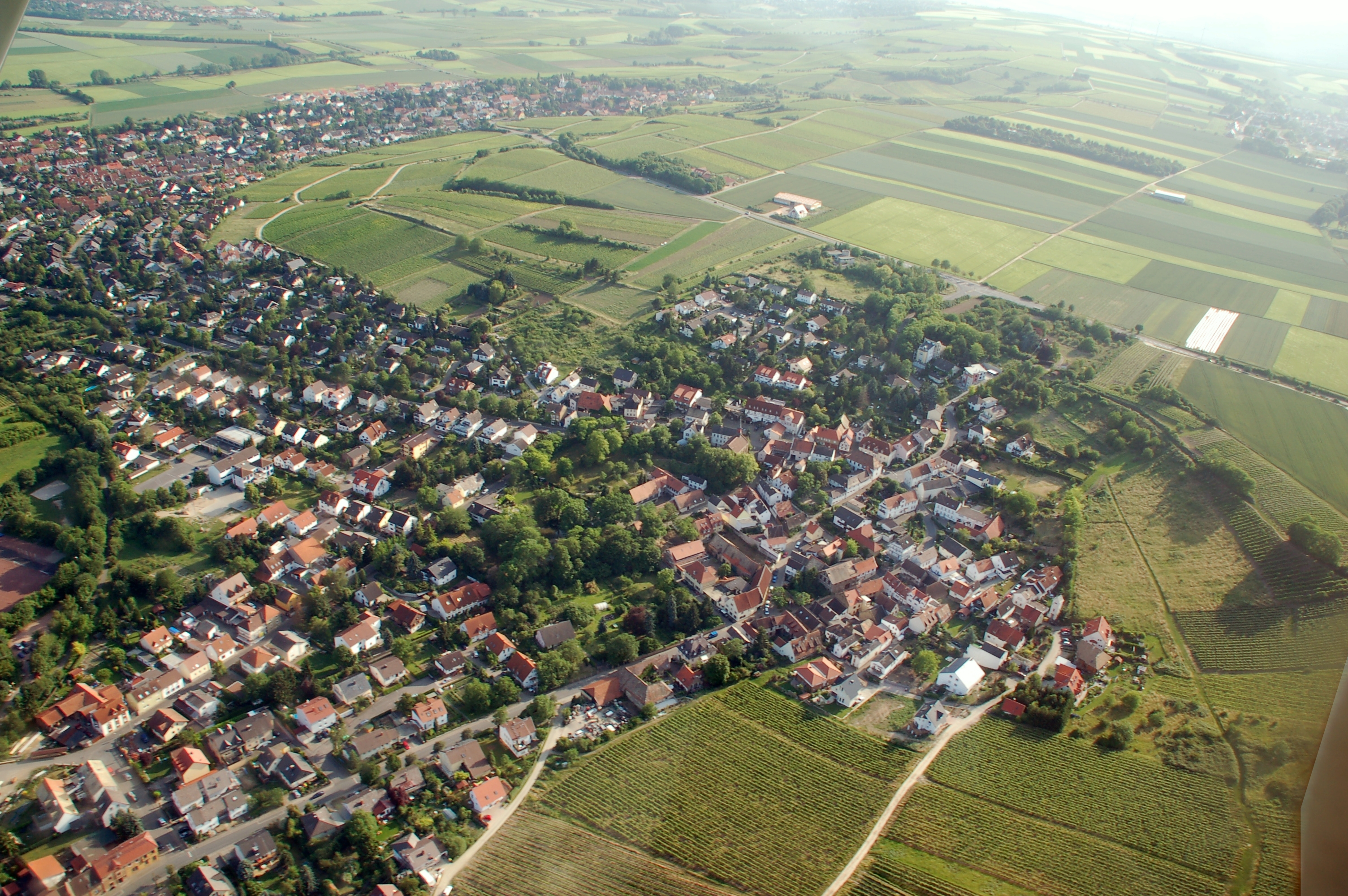
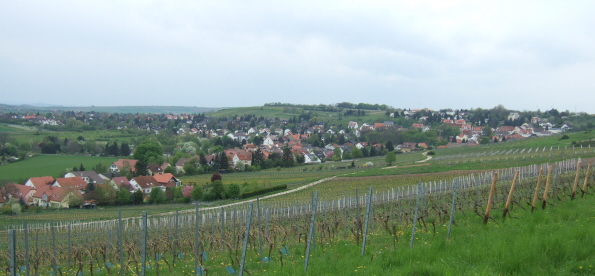
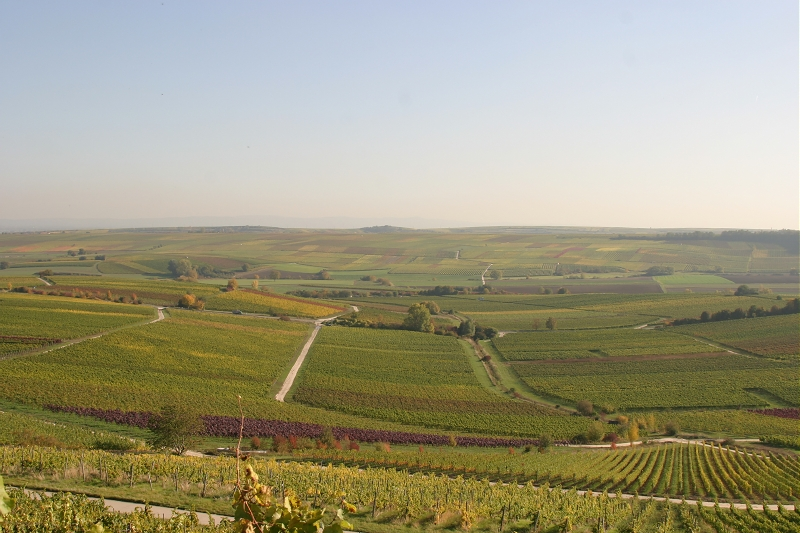
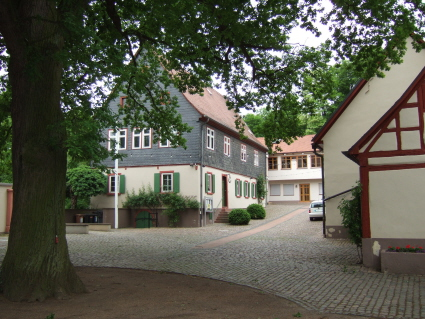
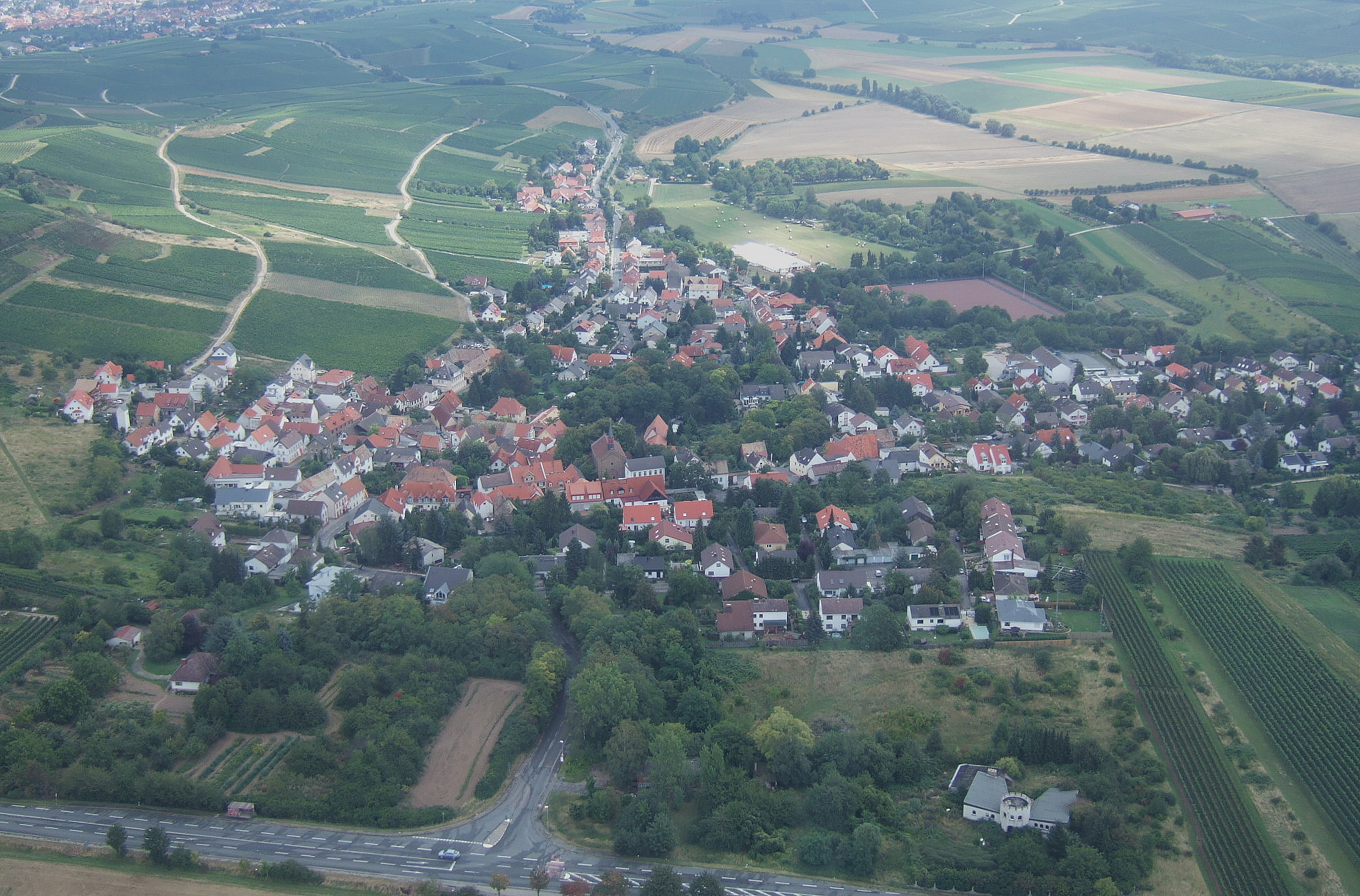
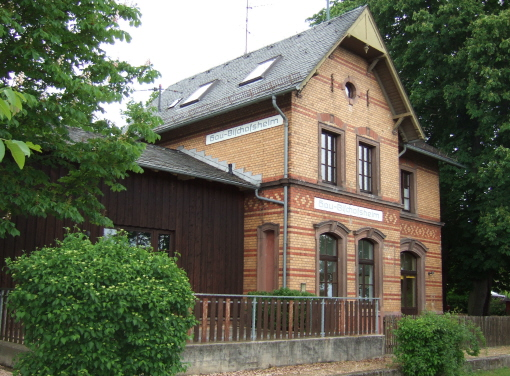